# ناو کلاس موگامی
کروزر کلاس موگامی (به انگلیسی: Mogami-class cruiser) یک کلاس از کشتی است که طول آن ۲۰۱٫۶ متر (۶۶۱ فوت ۵ اینچ) می‌باشد.